# Milton (Georgia)
Milton es una ciudad ubicada en el condado de Fulton en el estado estadounidense de Georgia. En el año 2000 tenía una población de 30.180 habitantes.

## Geografía
Milton se encuentra ubicada en las coordenadas 34°7′56″N 84°18′2″O / 34.13222, -84.30056 (34.1321631, -84.3006660).
Según la Oficina del Censo, la localidad tiene un área total de 93 km² (35,9 mi²), de la cual 93 km² (35,9 mi²) es tierra y 0 km² (0 mi²) (0.00%) es agua.

## Demografía
Según la Oficina del Censo en 2000 los ingresos medios por hogar en la localidad eran de $$99,412, y los ingresos medios por familia eran $0. Los hombres tenían unos ingresos medios de $0 frente a los $0 para las mujeres. La renta per cápita para la localidad era de $57,435. 